# Dolgoi
Dolgoi (en aleuta Anganax̂six̂) és la més gran de les illes Pavlof, petit arxipèlag situat a la costa sud-oest de la península d'Alaska, a l'estat d'Alaska, Estats Units. Té una superfície de 107,4km² i, com la resta del grup, està deshabitada. Totes les illes Pavlof formen part de l'Aleutians East Borough.